# Astyalus tessmanni
Astyalus tessmanni är en insektsart som först beskrevs av Günther, K. 1938.  Astyalus tessmanni ingår i släktet Astyalus och familjen torngräshoppor. Inga underarter finns listade i Catalogue of Life.